# Kbelský pivovar
Kbelský pivovar je minipivovar v Praze–Kbelích na trase historické poutní cesty z Prahy do Staré Boleslavi. Součástí objektu je rovněž restaurace.

## Historie
Historie pivovarnictví ve Kbelích sahá až do roku 1758, kdy hrabě Černín nechal vybudovat dnes již neexistující pivovar u nedalekého rybníka, kde se pivo vařilo do roku 1923. Historická budova postupně zanikla a dnes ji připomíná pouze zrekonstruovaná pivovarská studna Barborka pojmenovaná po posledním sládkovi Josefu Barborkovi. První várka v novém Kbelském pivovaru byla uvařena v listopadu 2018. Pivovarská restaurace se pro veřejnost poprvé otevřela 19. ledna 2019.

## Produkty
Pivovar vaří spodně i svrchně kvašená nefiltrovaná a nepasterovaná piva podle tradičních receptur. Technologii tvoří třínádobová varna o objemu 20 hl a 11 stejně objemných cylindrokonických tanků.
Do stálého portfolia patří následující výrobky:
- 11 pocestných (světlý ležák)
- 12 pilotů (světlý ležák)
- 13 havranů (tmavé silné pivo)
- 14 jepic (světlé plné pivo typu Ale)
- 15 sirén (polotmavé silné pivo typu IPA)